# Clovia madegassa
Clovia madegassa är en insektsart som beskrevs av Victor Lallemand 1944. Clovia madegassa ingår i släktet Clovia och familjen spottstritar. Inga underarter finns listade i Catalogue of Life.